# 木村明広
木村 明広（きむら あきひろ、1970年3月21日 - ）は、日本のイラストレーター、CG作家、漫画家。男性。

## 来歴
小学館のパソコンゲームレーベル、ポプコムソフトから発売されたグローディア制作のパソコンゲーム『サバッシュ』のキャラクターデザインで商業デビュー。その後、キャラクターデザインを担当した『エメラルドドラゴン（パソコンゲーム版）』や『アルシャーク』が人気を博し、ライトスタッフによりリニューアルされた『エメラルドドラゴン（PCエンジン版）』がコンシューマーゲーム作品として大ヒット、一躍人気イラストレーターとなる。
現在は主にKADOKAWA系列の各出版社を中心に漫画や小説の挿絵を手がけている。

## 作品リスト

### ゲーム
- サバッシュ （ポプコムソフト／グローディア）
- エメラルドドラゴン （バショウハウス／グローディア／アルファ・システム／NECホームエレクトロニクス／メディアワークス）
- アルシャーク （ビクターエンタテインメント／ライトスタッフ）
- フィーンドハンター （ライトスタッフ）
- アルナムの牙 獣族十二神徒伝説 （ライトスタッフ） ※ディレクター、シナリオも担当
- アルナムの翼 焼塵の空の彼方へ （ライトスタッフ）
- ダンジョンハック （日本プランテック）
- 戦国絵札遊戯 不如帰 -HOTOTOGISU- 乱 （アイレムソフトウェアエンジニアリング）※カードイラスト
- 戦国絵札遊戯 不如帰 大乱 （アイレムソフトウェアエンジニアリング）※カードイラスト
- ギャラクシー・ダンジョン（スクウェア・エニックス）※カードイラスト、モンスターデザイン、ゲーム中コミック
- エレメンタル ドラグーン -2つの光-　※個人製作
- アンシェリアントリガー（ピクセル）

### 漫画
- サイコトレーダー ちなみ
  - 小学館の別冊ヤングサンデー読み切りを経て月刊サンデージェネックス連載、サンデーGXコミック全2巻
- ライネージサーガ -皇国（ほし）を継ぐ者-
  - エンターブレインの月刊ファミ通ブロス連載、ブロスコミックス全3巻
- バトルメイドパニック （エンターブレイン）
- I Wish... （メディアワークス）
- プロジェクト・リムーバー （メディアワークス）
- あの日と同じ暑い夏 - 異時 - （メディアワークス）
- 春に咲くあの花のように - 異時2 - （メディアワークス）
- ひとすじの冬の木漏れ日 - 異時3 - （メディアワークス）
- スーパーロボット大戦OG -ディバイン・ウォーズ- （メディアワークス - 月刊コミック電撃大王）
- 女子高生信長ちゃん!! （エンターブレイン - E★エブリスタプレミアム）
- 重鉄騎 -暁-（エンターブレイン - ファミ通コミッククリア）
- セブンスドラゴン2020 EGO（エンターブレイン - ファミ通コミッククリア）※構成担当
- CODE OF JOKER（エンターブレイン - ファミ通コミッククリア）※構成担当
- 風雲維新ダイ☆ショーグン（エンターブレイン - ファミ通コミッククリア）※構成担当
- 新・世界樹の迷宮 ミレニアムの少女（エンターブレイン - ファミ通コミッククリア）
- 猫と下僕の素敵な日常（エンターブレイン - ファミ通コミッククリア）
- CYBORG009 CALL OF JUSTICE（原作：石ノ森章太郎、エンターブレイン - コミッククリア）

### ノベルイラスト
- 電撃文庫
  - エメラルドドラゴン（著：飛火野耀）
  - エメラルドドラゴン 竜を呼ぶ少女（著：篠崎砂美）
  - プロジェクト・リムーバー（著：篠崎砂美）
  - リムーバー・ソウル（著：篠崎砂美）
  - シバルバー（著：篠崎砂美）
  - トレインレイダー （原案：安田均／著：西奥隆起）
- 角川スニーカー文庫
  - アルナムの牙 新章 十二神徒伝説（著：臼木照晶）
  - アルナムの翼 序章 彼方へのはばたき（著：臼木照晶）
  - 真・アルナムの翼 熱塵の空の彼方へ（著：臼木照晶）
  - 闇の運命を背負う者 （著:神坂一）
  - ザ・サイレントシング 〜姿なきもの〜（著：神坂一）
  - フィールド・オブ・スターライト（著：鷹野良仁）
  - D-DOLL 人造天使の鎮魂歌（著：後池田真也）
- ファミ通文庫
  - バトル・オブ・CA（著：佐々原史緒）
  - Under Trap（著：荒井千明）
  - アンダートラップ（著：荒井千明）
  - オートマチックインターセプター（著：中里融司）
- スーパークエスト文庫
  - 聖剣エクスカリバー（著：溪由葵夫）
  - ナワール（著：日野鏡子）
- ムービック
  - 蒼天遥かに（著：千田誠行）

### 表紙イラスト
- エメラルドドラゴン4コマギャグBomb! （メディアワークス・主婦の友社）
- スーパーロボット大戦R アンソロジーコミック2 （エンターブレイン）
- 第2次スーパーロボット大戦α アンソロジーコミック1 -鋼鉄の雄叫び- （エンターブレイン）
- スーパーロボット大戦D アンソロジーコミック1 -戦士達の闘宴- （エンターブレイン）
- GUILTY GEAR XX アンソロジーコミック （宙出版）
- スーパーロボット大戦GC アンソロジーコミック -大豪熱！- （宙出版）
- Another Century's Episode アンソロジーコミック （エンターブレイン）
- 真・恋姫†無双 〜萌将伝〜 4 （アース・スター エンターテイメント）

### ショートムービー
- 女子高生信長ちゃん!!（ムービースクエア）

### ジャケットイラスト
- 智一&璐美のラジオ腐りかけ! 放送できないCD　VOL.1 （パワーポップスタンダード）
- 智一&璐美のラジオ腐りかけ! 放送できないCD　VOL.2 （パワーポップスタンダード）

### 画集
- PURE WHITE （ムービック）
- ROUGE 〜Wing of Millennium〜 （ソニー・マガジンズ）

### 同人誌
サークル名「Vermillion mode」

### ドラマCD
- エレメンタル ドラグーン -2つの光-　※原作・脚本・イメージイラスト